# A fuoco
A fuoco è un album del cantautore italiano Claudio Rocchi, pubblicato dall'etichetta discografica Cramps Records nel 1977.

## Tracce

### Lato A
1. Ho girato ancora
2. Responsabilità
3. Una fotografia

### Lato B
1. Guardando
2. L'orizzonte a Milano
3. Non è stato diverso
4. Festa

## Formazione
- Claudio Rocchi – voce, sintetizzatore
- Marco Ratti – basso
- Alberto Camerini – chitarra elettrica, chitarra solista
- Franco Orlandini – tastiera
- Franco Corlevi – basso
- Paolo Tofani – chitarra, cori
- Paolo Donnarumma – basso
- Andy Surdi – batteria, percussioni
- Gilberto Ziglioli – chitarra elettrica
- Joacchino D'Aquila – basso
- Sergio Almangano – violino
- Lucio Fabbri – violino
- Vincenzo Lo Castro – violino
- Luigi Sara – violino
- Pierangelo Minella – violino
- Dino Tellini – violino
- Amilcare Zaccagnini – violino
- Raoul Bocaccini – violino
- Gianmaria Berlendis – violino
- Loris Carletti – violino
- Gino Govi – violino
- Enrico Stabile – violino
- Adalberto Murari – violino
- Ugo Terrana – violino
- Raimondo Maffioli – violino
- Alfredo D'Aquino – violino
- Ubaldo Fornasini – violino
- Agostino Severi – violino
- Adriano Salvo – viola
- Armando Burattin – viola
- Bruno Nidasio – viola
- Maurizio Ravasio – viola
- Salvatore Buccheri – viola
- Adriano Almangano – violoncello
- Franco Rossi – violoncello
- Mario Botticini – violoncello
- Nazareno Cicoria – violoncello
- Emilio Soana – tromba
- Franco Corvini – tromba
- Umberto Moretti – tromba
- Claudio Barbieri – trombone
- Nicola Castriotta – trombone
- Daniele Cavallanti – sassofono tenore
- Hugo Heredia – sassofono tenore
- Gianfranco Tommasi – sassofono baritono
- Giuseppe Ferreri – cornetta
- Mario Morosini – oboe
- Edmondo Crisafulli – oboe, fagotto
- Marcello Masi – corno inglese
- Mirella Bossi, Ornella Cherubini, Lalla Francia – cori